# Freestyle ai XXI Giochi olimpici invernali - Salti femminile
La competizione di salti femminile di freestyle ai XXI Giochi olimpici invernali si è svolta il 20 e il 24 febbraio alla Cypress Bowl Ski Area presso Vancouver, in Canada.

## Risultati

### Qualificazioni
| Pos. | Pett. | Atleta            | Nazione       | 1° salto | Pos. | 2° salto | Pos. | Totale | Note |
| ---- | ----- | ----------------- | ------------- | -------- | ---- | -------- | ---- | ------ | ---- |
| 1    | 25    | Ala Cuper         | Bielorussia   | 105.64   | 1    | 90.12    | 4    | 195.76 | Q    |
| 2    | 1     | Li Nina           | Cina          | 97.11    | 2    | 94.99    | 2    | 192.10 | Q    |
| 3    | 2     | Guo Xinxin        | Cina          | 88.08    | 8    | 101.08   | 1    | 189.16 | Q    |
| 4    | 6     | Cheng Shuang      | Cina          | 94.29    | 4    | 86.62    | 6    | 180.91 | Q    |
| 5    | 18    | Emily Cook        | Stati Uniti   | 86.31    | 12   | 93.94    | 3    | 180.25 | Q    |
| 6    | 16    | Lacy Schnoor      | Stati Uniti   | 87.77    | 10   | 81.74    | 10   | 169.51 | Q    |
| 7    | 8     | Asol' Slivec      | Bielorussia   | 84.17    | 14   | 85.22    | 7    | 169.39 | Q    |
| 8    | 3     | Xu Mengtao        | Cina          | 92.74    | 6    | 75.81    | 12   | 168.55 | Q    |
| 9    | 4     | Lydia Lassila     | Australia     | 85.65    | 13   | 81.90    | 9    | 167.55 | Q    |
| 10   | 19    | Elizabeth Gardner | Australia     | 89.00    | 7    | 75.60    | 13   | 164.60 | Q    |
| 11   | 24    | Jacqui Cooper     | Australia     | 87.88    | 9    | 75.11    | 14   | 162.99 | Q    |
| 12   | 22    | Ashley Caldwell   | Stati Uniti   | 79.66    | 16   | 82.68    | 8    | 162.34 | Q    |
| 13   | 10    | Nadija Didenko    | Ucraina       | 87.77    | 11   | 73.49    | 15   | 161.26 |      |
| 14   | 17    | Ol'ha Volkova     | Ucraina       | 82.53    | 15   | 78.25    | 11   | 160.78 |      |
| 15   | 26    | Veronika Bauer    | Canada        | 94.47    | 3    | 65.99    | 17   | 160.46 |      |
| 16   | 7     | Evelyne Leu       | Svizzera      | 93.75    | 5    | 61.75    | 19   | 155.50 |      |
| 17   | 12    | Jana Lindsey      | Stati Uniti   | 64.10    | 19   | 87.59    | 5    | 151.69 |      |
| 18   | 9     | Bree Munro        | Australia     | 74.37    | 17   | 69.09    | 16   | 143.46 |      |
| 19   | 11    | Tanja Schaerer    | Svizzera      | 60.63    | 20   | 65.10    | 18   | 125.73 |      |
| 20   | 21    | Ol'ha Poljuk      | Ucraina       | 60.37    | 21   | 55.36    | 20   | 115.73 |      |
| 21   | 30    | Martina Konopová  | Rep. Ceca     | 66.84    | 18   | 48.23    | 22   | 115.07 |      |
| 22   | 23    | Sarah Ainsworth   | Gran Bretagna | 52.44    | 22   | 52.92    | 21   | 105.36 |      |
| 23   | 28    | Žibek Arapbajeva  | Kazakistan    | 48.89    | 23   | 38.09    | 23   | 86.98  |      |

### Finale
| Pos. | Pett. | Atleta            | Nazione     | 1° salto | Pos. | 2° salto | Pos. | Totale | Note |
| ---- | ----- | ----------------- | ----------- | -------- | ---- | -------- | ---- | ------ | ---- |
|      | 4     | Lydia Lassila     | Australia   | 106.25   | 2    | 108.49   | 1    | 214.74 |      |
|      | 1     | Li Nina           | Cina        | 99.40    | 4    | 107.83   | 2    | 207.23 |      |
|      | 2     | Guo Xinxin        | Cina        | 98.82    | 5    | 106.40   | 3    | 205.22 |      |
| 4    | 8     | Asol' Slivec      | Bielorussia | 102.79   | 3    | 95.90    | 5    | 198.69 |      |
| 5    | 24    | Jacqui Cooper     | Australia   | 90.82    | 7    | 103.47   | 4    | 194.29 |      |
| 6    | 3     | Xu Mengtao        | Cina        | 108.74   | 1    | 82.87    | 11   | 191.61 |      |
| 7    | 6     | Cheng Shuang      | Cina        | 94.64    | 6    | 93.23    | 7    | 187.87 |      |
| 8    | 25    | Ala Cuper         | Bielorussia | 86.64    | 9    | 95.20    | 6    | 181.84 |      |
| 9    | 16    | Lacy Schnoor      | Stati Uniti | 89.88    | 8    | 83.01    | 10   | 172.89 |      |
| 10   | 22    | Ashley Caldwell   | Stati Uniti | 86.53    | 10   | 84.57    | 8    | 171.10 |      |
| 11   | 18    | Emily Cook        | Stati Uniti | 65.03    | 11   | 83.89    | 9    | 148.92 |      |
| 12   | 19    | Elizabeth Gardner | Australia   | 63.09    | 12   | 23.61    | 12   | 86.70  |      |